# Donderberg (Leersum)
De Donderberg is een heuvel in de gemeente Utrechtse Heuvelrug in de Nederlandse provincie Utrecht. De heuvel ligt ten noordwesten van Leersum en ten oosten van de Darthuizerpoort waar de N226 doorheen loopt. Aan de andere zijde van de Darthuizerpoort liggen de Darthuizerberg en noordelijker de Foldocusheuvel. Verder naar het oosten liggen de Lombokheuvel, Leersumse Berg en de Geerenberg. De Donderberg maakt onderdeel uit van de stuwwal Utrechtse Heuvelrug.
De Donderberg heeft meerdere hoogtes met het hoogste punt op 36 meter. Hierop is de Graftombe van Nellesteyn gebouwd die ook dienstdoet als uitzichttoren. De graftombe is 14 meter hoog en wordt geregeld op zondagen opengesteld.
In de buurt bevinden zich verder noordelijk het Wolvengat, een oude zandgroeve, en in het oosten de folly Uilentoren op de Lombokheuvel.

## Geschiedenis
De naam Donderberg wordt in verband gebracht met verering van de god Donar, maar daar is geen zekerheid over.
In 1818 werd op het hoogste punt van de Donderberg de graftombe gebouwd die lag op een van de zichtassen van Kasteel Broekhuizen. In 1917 vond voor het laatst een bijzetting plaats.
In 1822 werd er voor het eerst iemand in de graftombe bijgezet. Naast de graftombe kwam in 1828 de begraafplaats van Darthuizen, tot 1898 werden daar ongeveer 80 mensen begraven.

## Schade door valwind
In juni 2021 zorgde een valwind voor veel schade aan de bossen rond Leersum. Ook een groot stuk bos op de Noordwest flank van de Donderberg liep grote schade op. Naast vol in het blad zittende loofbomen, werden hele percelen naaldhout platgelegd.

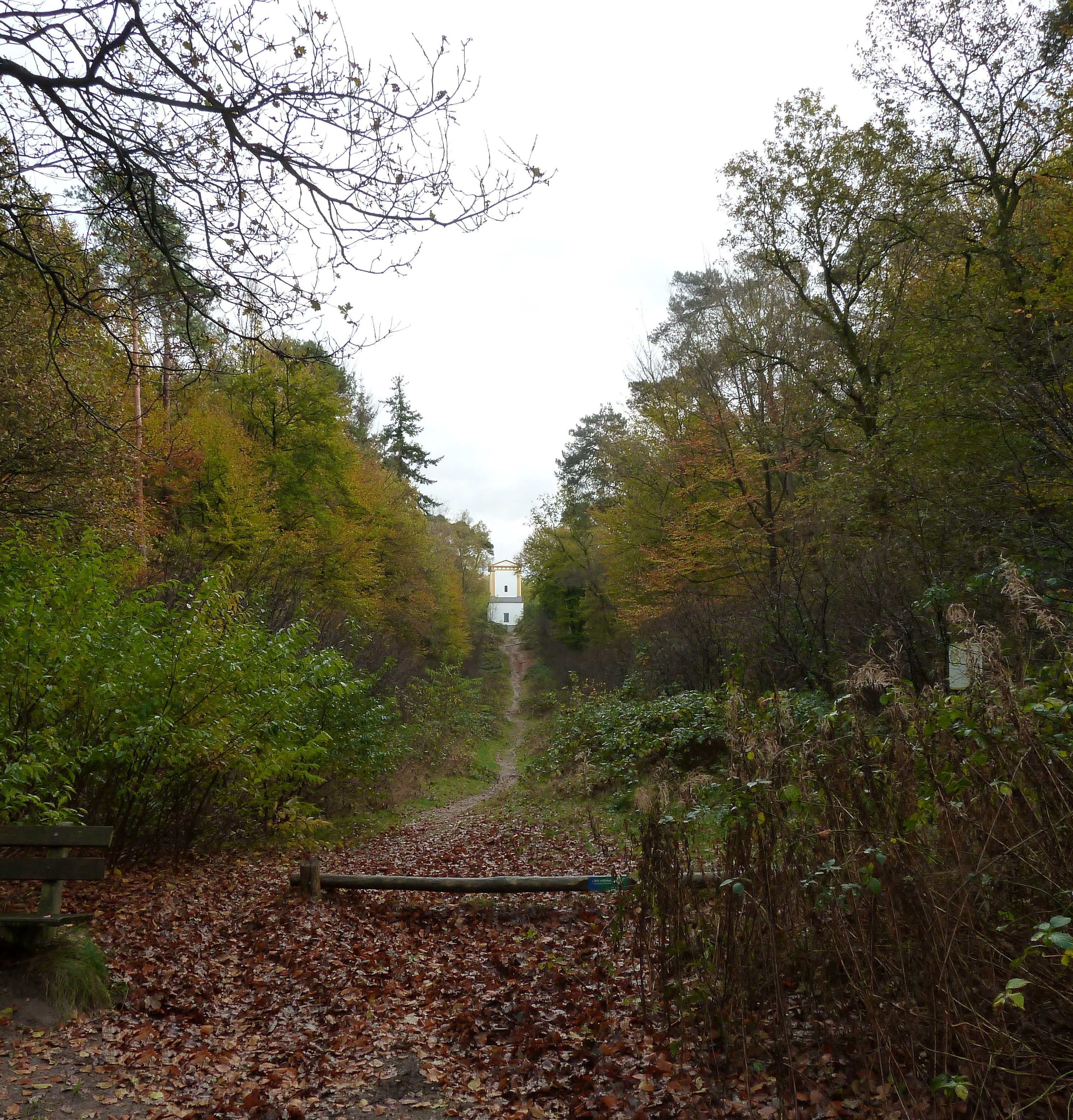
Gezien vanaf de Darthuizerpoort/N226
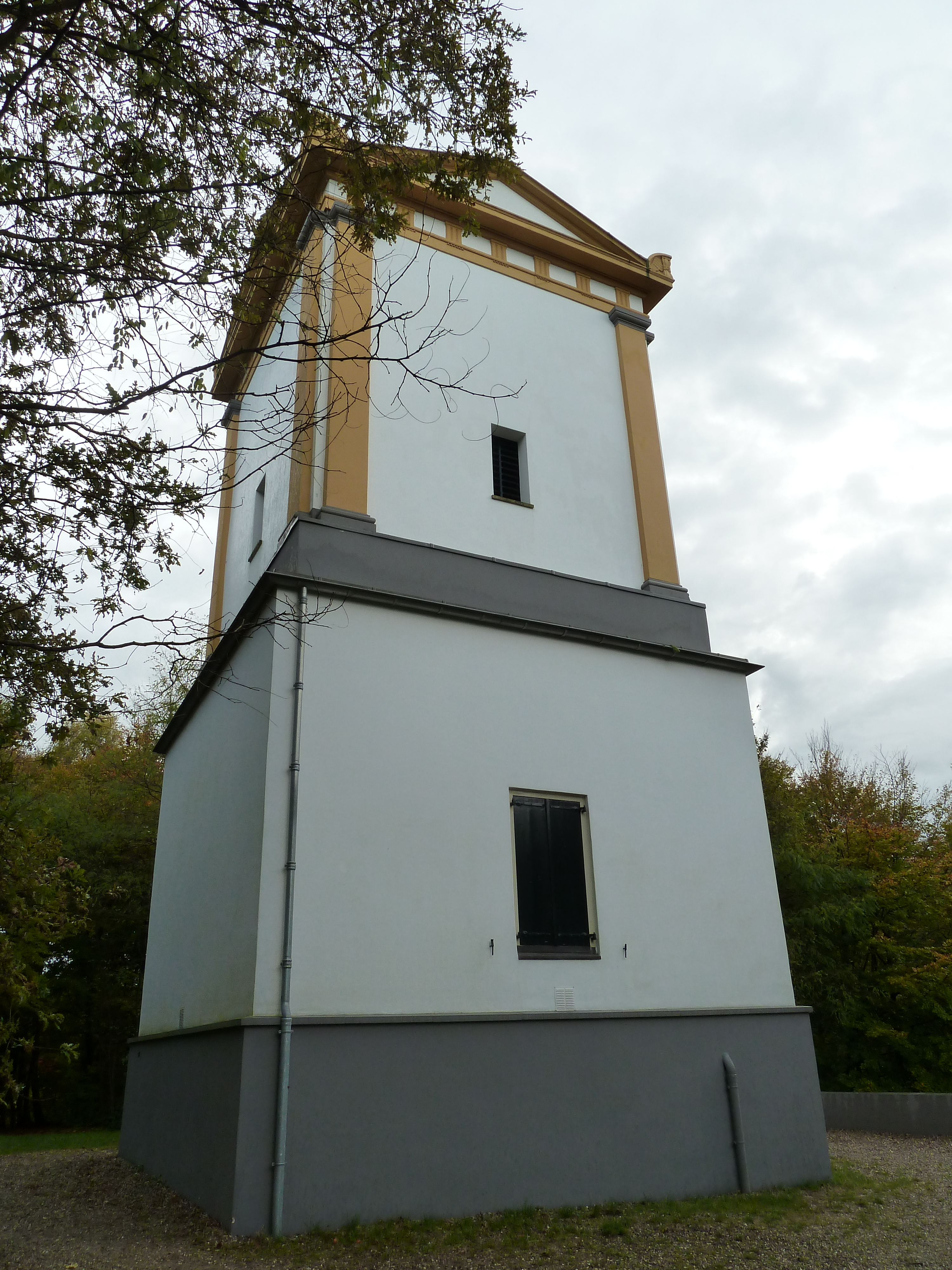
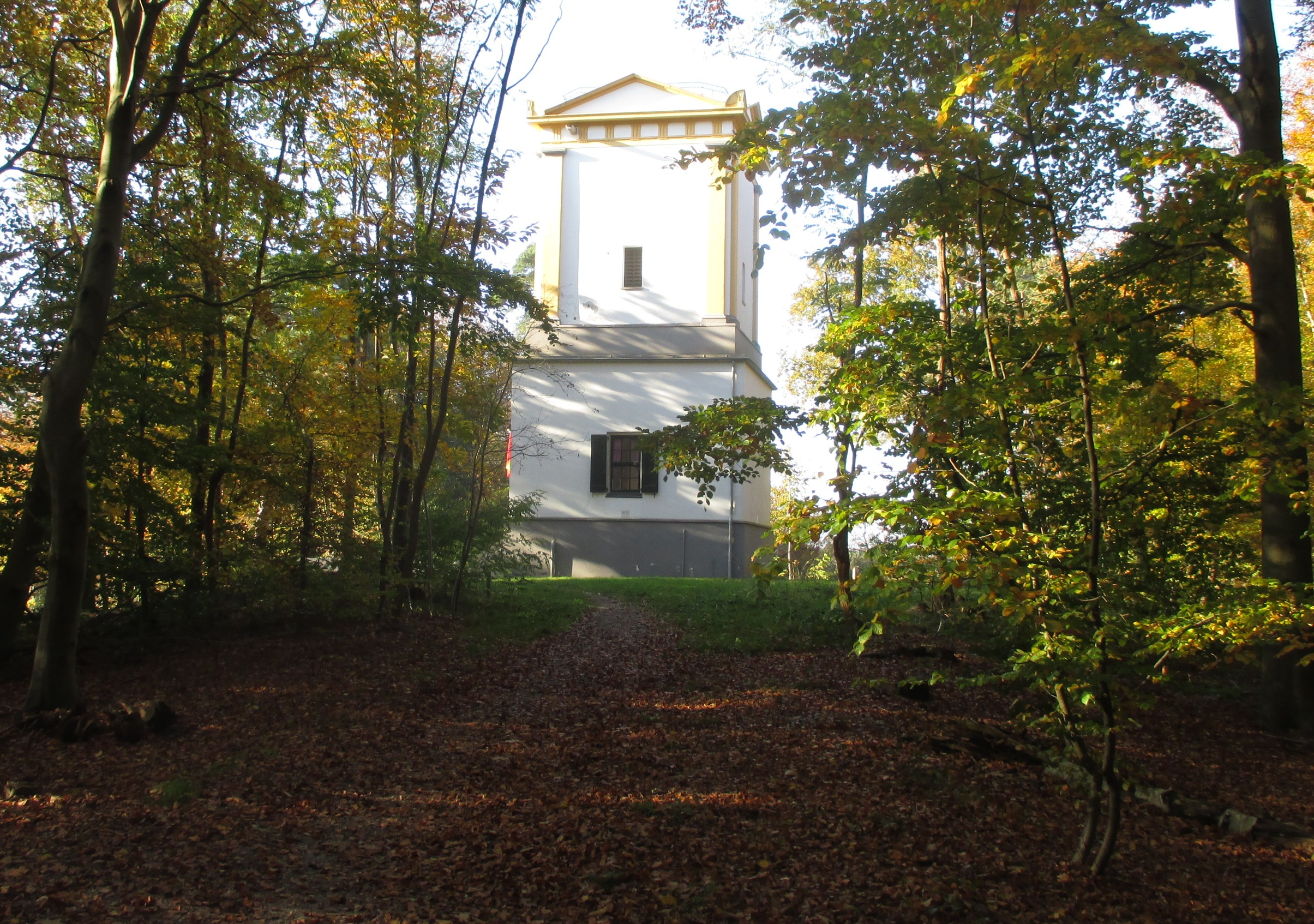
Pad aan de Oostzijde (kijkrichting Westen, 2019).
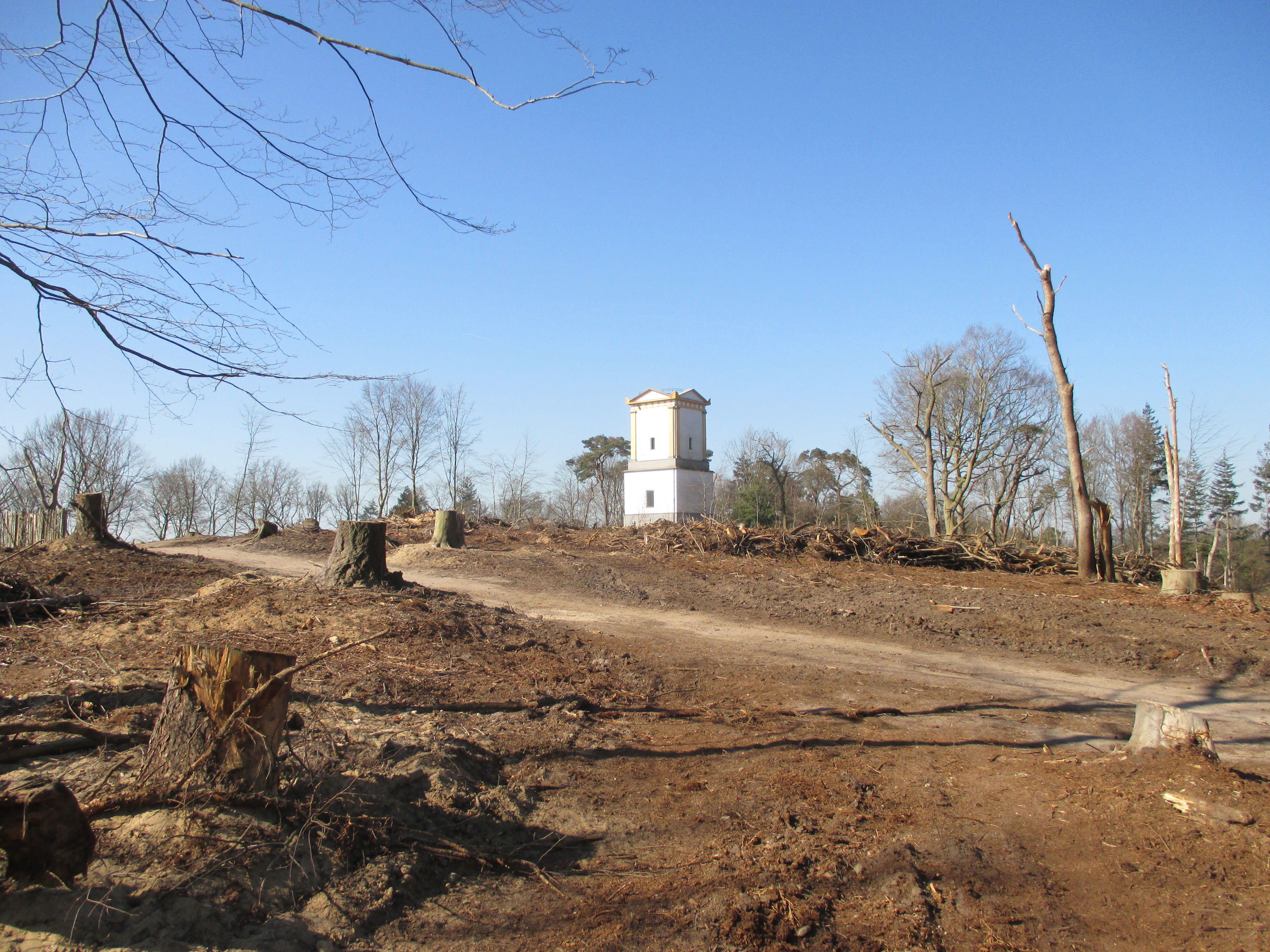
Donderberg na de verwoestende valwind van 18 juni 2021 (kijkrichting Westen, maart 2022).